# Citroën 19 19 Concept
La Citroën 19_19 concept est un concept-car électrique futuriste du constructeur automobile français Citroën présenté à l'occasion de son centenaire.

## Présentation
Le concept 19_19 est présenté le 13 mai 2019 au salon Viva Technology du Parc des expositions de la porte de Versailles, à Paris. La Citroën 19_19 célèbre le centenaire du constructeur fondé le 20 juin 1919. Elle fait suite au concept-car « Ami One » présenté au Salon international de l'automobile de Genève 2019 qui fête aussi les 100 ans de Citroën.
Pour célébrer son centenaire, le concept-car se présente comme le véhicule des 100 prochaines années, futuriste et aérodynamique avec une capsule transparente, inspirée du monde des avions et des hélicoptères. Il bénéficie des dernières technologies comme la conduite autonome ou la reconnaissance vocale associée à une intelligence artificielle.
Le 19_19 Concept a été dessiné par le designer Romain Gauvin. Les designers de l'intérieur du véhicule sont Jérémy Lebonnois et Raphaël le Masson Pannetrat.

## Caractéristiques électriques
Le concept-car reçoit des roues de 30 pouces développées avec le manufacturier Goodyear, des portes à ouverture antagoniste floquées du logo « Citroën Origins » qui rappelle le premier emblème de la marque en 1919, ainsi que des suspensions à butées hydrauliques progressives

### Motorisation
La Citroën 19_19 Concept est équipée de deux moteurs électriques, un à l'avant et un à l'arrière, d'une puissance totale de 460 ch, associés à une batterie d'une capacité de 100 kWh lui procurant une autonomie de 800 km.